# Pomacentrinae
La sottofamiglia dei Pomacentrinae comprende un gruppo di pesci d'acqua salata appartenenti alla famiglia Pomacentridae.

## Generi
- Abudefduf
- Amblyglyphidodon
- Amblypomacentrus
- Cheiloprion
- Chrysiptera
- Dischistodus
- Hemiglyphidodon
- Hypsypops (Pesce Garibaldi)
- Mecaenichthys
- Microspathodon
- Neoglyphidodon
- Neopomacentrus
- Nexilosus
- Plectroglyphidodon
- Pomacentrus
- Pomachromis
- Pristotis
- Similiparma
- Stegastes
- Teixeirichthys